# First Division (Malta) 1923/24
Die First Division 1923/24 war die 13. Spielzeit in der Geschichte der höchsten maltesischen Fußballliga. Meister wurden zum dritten Mal die Sliema Wanderers.

## Vereine
Im Vergleich zur Vorsaison verzichteten der FC Floriana und Ħamrun Spartans auf eine Teilnahme. Neu dabei waren nach zwei Jahren wieder die Msida Rovers.

## Modus
Die Saison wurde in einer einfachen Runde ausgetragen. Für einen Sieg gab es zwei Punkte, für ein Unentschieden einen und für eine Niederlage keinen Punkt. Bei Punktgleichheit wurde um die Meisterschaft ein Entscheidungsspiel ausgetragen.

## Abschlusstabelle
| Pl. | Verein               | Sp. | S | U | N | Tore    | Quote | Punkte |
| --- | -------------------- | --- | - | - | - | ------- | ----- | ------ |
| 1.  | Sliema Wanderers (M) | 4   | 4 | 0 | 0 | 009:100 | 9,00  | 08:0   |
| 2.  | Vittoriosa Rovers    | 4   | 2 | 0 | 2 | 005:400 | 1,25  | 04:40  |
| 3.  | Valletta United      | 4   | 2 | 0 | 2 | 004:400 | 1,00  | 04:40  |
| 4.  | Sliema Rangers       | 4   | 1 | 0 | 3 | 005:800 | 0,63  | 02:60  |
| 5.  | Msida Rovers (N)     | 4   | 1 | 0 | 3 | 003:900 | 0,33  | 02:60  |

Platzierungskriterien: 1. Punkte – 2. Torquotient
| Zum Saisonende 1923/24:                        |                                       |
| Maltesischer Meister 1923/24: Sliema Wanderers |                                       |
|                                                |                                       |
| Zum Saisonende 1922/23:                        |                                       |
| (M)                                            | Amtierender Meister: Sliema Wanderers |
| (N)                                            | Neuaufsteiger: Msida Rovers           |

## Kreuztabelle
| 1923/24           | Sliema Wanderers | Vittoriosa Rovers | VUN | SRA | Msida Rovers |
| ----------------- | ---------------- | ----------------- | --- | --- | ------------ |
| Sliema Wanderers  |                  | 3:0               | 1:0 | 3:1 | 2:0          |
| Vittoriosa Rovers | –                |                   | 3:0 | 2:0 | 0:1          |
| Valletta United   | –                | –                 |     | 1:0 | 3:0          |
| Sliema Rangers    | –                | –                 | –   |     | 4:2          |
| Msida Rovers      | –                | –                 | –   | –   |              |